# Heterozłącze
Heterozłącze - złącze wytworzone z dwóch typów materiałów o różnej wartości przerwy energetycznej po obu stronach złącza.
Szeroko wykorzystywane w laserach półprzewodnikowych (diody laserowe).
Różnica między homozłączem a heterozłączem polega na tym, że w heterozłączu mamy do czynienia z materiałami o różnej wartości przerwy energetycznej (dodatkowo może występować różny typ przewodnictwa), podczas gdy w homozłączu po obu stronach złącza jest materiał o tej samej wartości przerwy energetycznej, lecz o różnym typie przewodnictwa - np. konwencjonalna dioda.